# Ray Liotta
 Raymond Allen Liotta, més conegut com a Ray Liotta, (Newark, 18 de desembre de 1954 - República Dominicana, 26 de maig de 2022) va ser un actor de cinema i televisió estatunidenc. La seva filmografia principal inclou títols com Alguna cosa salvatge (1986), Dominick and Eugene (1988), Camp de somnis (1989), Un dels nostres (1990), Corrina, Corrina (1994), Cop Land (1997), Phoenix (1998), Hannibal (2001), Heartbreakers (2001), Blow (2001), John Q (2002), 101 Dalmatians II: Patch's London Adventure (2003), Identitat (2003), Smokin' Aces (2007), Wild Hogs (2007), Bee Movie (2007), In the Name of the King: A Dungeon Siege Tale (2007), Crossing Over (2009), Date Night (2010), Mata'ls suaument (2012), The Iceman (2012) i The Place Beyond the Pines (2013).

## Biografia
Liotta va néixer a Newark, Nova Jersey. Va ser adoptat als sis mesos d'edat per Mary, una secretària, i Alfred Liotta, amo d'una tenda de recanvis d'automòbils i president del partit demòcrata local. Té una germana, Linda Liotta, també adoptada.
Segons Liotta, es va assabentar de nen que era adoptat. Va trobar a la seva mare biològica en els anys 2000. Els seus pares adoptius eren d'ascendència italiana, escocesa i irlandesa. Després d'investigar i parlar amb la seva mare biològica, Liotta va descobrir que té en part ascendència escocesa. "Vaig trobar la meva mare biològica i vaig descobrir que no tinc un germà bessó, però sí un mig germà, cinc mig germanes i una germana de la qual no en sabia res quinze anys enrere".
Va ser criat en la religió catòlica. El 1973, es va graduar a la Union High School de la localitat de Union, Nova Jersey, i el 1992 va entrar en el saló de la fama de l'institut. Posteriorment va estudiar interpretació a la Universitat de Miami, on va formar part del grup de teatre universitari de Jerry Herman Ring Theatre.
Un dels primers papers de l'actor va ser el de Joey Perrini al programa Another World (1978), en la qual va romandre de 1978 fins a 1981. A partir de llavors es va dedicar al cinema en papers generalment secundaris. La seva gran oportunitat no va arribar fins al 1987, amb la pel·lícula de Jonathan Demme Alguna cosa salvatge (1986) per la qual va ser candidat al Globus d'Or al millor actor secundari per la seva interpretació del dolent Ray Sinclair. A partir d'aquí, les ofertes de Liotta es va multiplicar i va intervenir en el retrat cinematogràfic del gangster Henry Hill a l'obra de Martin Scorsese Un dels nostres (1990), juntament amb actors com Robert De Niro i Joe Pesci i que va rebre sis candidatures als Oscar, incloent l'Oscar a la millor pel·lícula. Liotta es va caracteritzar per interpretar personatges foscos, freds i cínics, de doble estàndard que s'encobrien amb una façana fiable.
Posteriorment va aparèixer en títols com Cop Land (1997) amb Sylvester Stallone, Hannibal (2001) de Ridley Scott amb Anthony Hopkins i que va recaptar 351 milions de dòlars a tot el planeta. Ha participat en la comèdia Heartbreakers (2001) amb Sigourney Weaver i Jennifer Love Hewitt i el thriller Blow (2001) al costat de Johnny Depp i Penélope Cruz. Va sumar a la seva filmografia els thrillers Identitat (2003) en el qual compartia cartell amb John Cusack i Amanda Peet, i Smokin' Aces (2006) en la qual apareixeria amb Ryan Reynolds i Ben Affleck. Va participar breument en la comèdia Wild Hogs (2007), protagonitzada per John Travolta, Tim Allen, Martin Lawrence i William H. Macy que va acumular 253 milions de dòlars a tot el món. El 2005, la seva interpretació en la sèrie de televisió ER (2005) en el capítol Time of Death, li va valer el premi Emmy al millor actor convidat en una sèrie dramàtica. Més tard arribarien cintes com el thriller Crossing Over (2008), en la qual comparteix cartell amb Harrison Ford o Ashley Judd i que no va ser estrenada a les sales cinematogràfiques de nombrosos països per un missatge als immigrants; o el drama Charlie St. Cloud (2010), basat en la novel·la de Ben Sherwood, protagonitzat per Zac Efron i Kim Basinger. La pel·lícula no va comptar amb el beneplàcit de la majoria de crítics cinematogràfics.
També va posar la seva veu en nombroses ocasions a altres productes multimèdia com el personatge de Tommy Vercetti en el videojoc de 2002 Grand Theft Acte: Vice City. Igualment va fer de narrador en el documental del canal National Geographic Inside the Mafia. També va posar la seva veu a la cinta animada Bee Movie (2007), on va interpretar una irascible versió de si mateix, o en la sèrie de televisió animada Bob Esponja, en un episodi de 2008. En la seva faceta com a productor Ray Liotta va produir pel·lícules com Narc (2002), que ell mateix protagonitzava al costat de Jason Patric; Take the Lead (2006), protagonitzada per Antonio Banderas, com a productor executiu i la sèrie de televisió La línia (2009), també com a productor executiu, protagonitzada per ell mateix i Andy García. Finalment va participar en el video oficial Lovers on et Sun de David Guetta (2014) i Bloodstream d'Ed Sheeran amb la participació de Rudimental el 2015.
El 26 de maig de 2022, el portal Deadline Hollywood va comunicar que havia mort aquell mateix dia, als seixanta-set anys, mentre dormia a la República Dominicana, durant el rodatge de la pel·lícula Dangerous Waters.

## Vida privada
Ray Liotta es va casar amb l'actriu Michelle Grace el 15 de febrer de 1997. Es van conèixer en el rodatge de la pel·lícula per la televisió The Rat Pack (1998), en la qual l'actor interpretava el paper de Frank Sinatra i Grace de Judy Campbell. Tots dos tenen una filla anomenada Karsen, que va néixer al desembre de 1998. Finalment es van divorciar l'any 2004. Els darrers anys de vida va residir a la ciutat de Los Angeles, al costat de la també actriu Catherine Hickland.

## Filmografia
| - The Lonely Lady (1983), de Peter Sasdy - Alguna cosa salvatge (Something Wild) (1986), de Jonathan Demme - Arena Brains (1988), de Robert Longo - La força d'un ser menor (Dominick and Eugene) (1988), de Robert M. Young - Camp de somnis (1989), de Phil Alden Robinson - Un dels nostres (Goodfellas) (1990), de Martin Scorsese - Women & Men 2: In Love There Are No Rules (1991), de Walter Bernstein - Aturada clínica (Article 99) (1992), de Howard Deutch - Unlawful Entry (1992), de Jonathan Kaplan - Corina, Corina (Corrina, Corrina) (1994), de Jessie Nelson - Evasió d'Absolom (No Escape) (1994), de Martin Campbell - Operation Dumbo Drop (1995), de Simon Wincer - Unforgettable (1996), de John Dahl - Turbulències (Turbulence) (1997), de Robert Butler - Cop Land (1997), de James Mangold - Phoenix (1998), de Danny Cannon - Meva per sempre (Forever Mine) (1999), de Paul Schrader - Pilgrim (1999), de Harley Cokeliss - Muppets from Space (1999), de Tim Hill - A Rumor of Angels (2000), de Peter O'Fallon - Hannibal (2001), de Ridley Scott - Heartbreakers (2001), de David Mirkin - Blow (2001), de Ted Demme - Narc (2002), de Joe Carnahan - Ticker (2002), de Joe Carnahan - John Q. (2002), de Nick Cassavetes - Point of Origin (2002), de Newton Thomas Sigel - Grand Theft Auto: Vice City (2002), veu de Tommy Vercetti el protagonista - Identitat (Identity) (2003), de James Mangold - The Last Shot (2004), de Jeff Nathanson - Assassí (Control) (2004), de Tim Hunter - Revòlver (2005), de Guy Ritchie - Comeback Season (2006), de Bruce McCulloch - In the Name of the King (2006), d'Uwe Boll - Smokin' Aces (2007), de Joe Carnahan | - Wild Hogs (2007), de Walt Becker - Slow Burn (2007), de Wayne Beach - Batalla a Seattle (2007), de Stuart Townsend - Bee Movie (2007) (veu), de Steve Hickner i Simon J. Smith - Hero Wanted (2008), de Brian Smrz - Chasing 3000 (2008), de Gregory J. Lanesey - Crossing Over (2008), de Wayne Kramer - Powder Blue (2008), de Timothy Linh Bui - La Línia (2008) - Youth in Revolt (2008), de Miguel Arteta - Crazy on the Outside (2009), de Tim Allen - Observe and Report (2009), de Jody Hill - Date Night (2010), de Shawn Levy - Charlie St. Cloud (2010), de Burr Steers - The Details (2010), de Jacob Aaron Estes - Tiquet Out (2010), de Doug Lodato - Things Fall Apart (2010), de Mario Van Peebles - Son of No One (2011), de Dito Montiel - Bring the Night (2011), d'Aaron Woodley - Savage Innocent (2011), de Larry Clark - Mata'ls suaument (2012), d'Andrew Dominik - The Place Beyond the Pines (2012), de Derek Cianfrance - Call of duty: Black ops 2 (2013), veu i imatge d'un dels personatges en el mapa "Mob of the Dead" de Call Of duty: Black Ops 2 en el DLC del joc "Uprising" - David Guetta - Lovers On The Sun (2014), personatge de dolent, vídeo clip del DJ David Guetta - Kill the Messenger (2014) - The Identical (2014) - Better Living Through Chemistry (2014) - Texas Rising (2015) (Minisèrie històrica de televisió) - Blackway (2015) - Campus Code(2015) - Shades of Blue (2016-2018) (Sèrie de televisió) - Sticky Notes (2016) - Flock of Dudes (2015) - Marriage Story (2019) |

## Premis i nominacions[calcitació]
Premis
- 2005: Primetime Emmy al millor actor convidat en sèrie dramàtica per ER

Nominacions
- 1987: Globus d'Or al millor actor secundari per Something Wild